# Яновичи (Новогрудский район)
Яновичи (бел. Янаві́чы) — деревня в Новогрудском районе Гродненской области Белоруссии. В составе Кошелевского сельсовета.

## География
Расположен в 10 км на юг от Новогрудка, в 172 км от Гродно.

## История
В XVIII веке — шляхетская волость в составе Новогрудского повета Новогрудского воеводства Великого Княжества Литовского, после Третьего раздела Речи Посполитой в составе Российской империи. С 1796 года в Новогрудском повете Слонимской, с 1797 года — Литовской, с 1801 года — Гродненской, а с 1842 года — Минской губернии. Размер поселения в 1797 году составлял 11 дворов.
С сентября 1915 по декабрь 1918 года в течение Первой Мировой войны оккупирована войсками кайзеровской Германии, по итогам советско-польской войны с марта 1921 года находилась в составе Польши в Кошелевской гмине Новогрудского повета одноимённого воеводства. С ноября 1939 года в составе БССР, с октября 1940 в Барановичской, с 1954 года Гродненской области.
С конца июня 1941 по 8 июля 1944 года была оккупирована немецкими войсками, в период Великой Отечественной войны на фронте погибло 22 жителя деревни. Во время Советского союза в деревне действовала начальная школа и приёмный пункт.

## Население
По состоянию на 2019 год — 45 человек (1999 год — 173 человек; 2008 год — 114 человек; 2009 год — 84 человек).
| Численность населения (по годам) | Численность населения (по годам) | Численность населения (по годам) | Численность населения (по годам) | Численность населения (по годам) | Численность населения (по годам) | Численность населения (по годам) | Численность населения (по годам) | Численность населения (по годам) |
| 1897                             | 1909                             | 1921                             | 1959                             | 1970                             | 1995                             | 2009                             | 2017                             | 2019                             |
| -------------------------------- | -------------------------------- | -------------------------------- | -------------------------------- | -------------------------------- | -------------------------------- | -------------------------------- | -------------------------------- | -------------------------------- |
| 314                              | 356                              | 328                              | 376                              | 449                              | 186                              | 84                               | 71                               | 45                               |